# Сезон ФК «Львів» 2008—2009
| ФК «Львів» у сезоні 2008/09          | ФК «Львів» у сезоні 2008/09 |
| ------------------------------------ | --- |
| Ліга                                 | Прем'єр-ліга |
| Місце в лізі                         | 15-е |
| Раунд у Кубку                        | 1/8 фіналу |
| Головний тренер                      | Степан Юрчишин (до жовтня), Роман Лаба (жовтень), Сергій Ковалець                                                                           |
| Президент                            | Юрій Кіндзерський |
| Стадіон                              | «Україна», Львів (до березня) «Авангард», Луцьк (21 березня) НТК ім. Баннікова, Київ (4 квітня) «Княжа Арена», Добромиль (березень—травень) |
| Капітан                              | Мар'ян Марущак |
| Найкращий бомбардир у чемпіонаті     | Олександр Мандзюк, Павло Худзік — по 4 |
| Найбільше матчів у чемпіонаті        | Борис Баранець, Вадим Панас, Валерій Федорчук — по 29                                                                                       |
| домашня форма                        | виїзна · форма |
| ← Попередній сезон Наступний сезон → | |

Сезон ФК «Львів» 2008—2009 — третій сезон футбольного клубу «Львів». Команда дебютувала у прем'єр-лізі, де в підсумку посіла передостаннє 15-е місце, покинувши елітний дивізіон. У Кубку України «Львів» дійшов до 1/8 фіналу.

## Підготовка до сезону
3 липня 2007 року команда зібралася на львівському стадіоні СКІФ, де склала нормативи і тести. Тренувальні збори пройшли в курортному місті Трускавець під керівництвом головного тренера Степана Юрчишина. Львів'яни провели низку товариських ігор з такими суперниками:
- «Арсенал» (Біла Церква) — 0:0
- «Арсенал» (Біла Церква) — перемога 2:1
- «Іллічівець» (Маріуполь) — 0:0
- «Іллічівець» (Маріуполь) — 5:1

Важливим трансфером стало підписання угоди з колишнім гравцем збірної України Владиславом Ващуком на термін півроку з можливістю її продовження ще на півроку.

## Головні події сезону
Улітку клуб підписав договір з «Карпатами», щоб спільно використовувати з ними львівський стадіон «Україна», де ФК «Львів» планував проводити домашні ігри. Зірковим підсиленням команди став колишній захисник збірної України Владислав Ващук.
Уже перша гра в прем'єр-лізі стала однією з найкращих в історії команди — ФК «Львів» на полі стадіону «Україна» переміг чемпіона донецький «Шахтар» з рахунком 2:0. У другому турі «Шахтар» також у Львові зіграв унічию з «Карпатами», після чого наставник гірників Мірча Луческу сказав: «Дуже радий, що врешті закінчився наш вояж до Львова. Тут дуже агресивна публіка до нас, тож тішуся, що третьої гри «Шахтаря» у Львові не буде». Після звитяги над чемпіоном для ФК «Львів» розпочалася серія з 8 матчів без перемог, у яких команда здобула тільки 2 нічиї. Після домашньої поразки 0:2 від «Чорноморця» в 9-му турі тренерський штаб на чолі зі Степаном Юрчишином подав у відставку. 14 жовтня 2008 року головним тренером призначено молодого фахівця Сергія Ковальця, для якого це була перша робота на посаді головного тренера. За підсумками першої частини чемпіонату «Львів» ділив 14-15 місця серед 16 команд.
Фінансово-економічна криза 2008 року обмежила фінансові можливості «Львова». Під час зимової перерви клуб залишив Ващук, було розірвано договір з «Карпатами» про суборенду стадіону «Україна». Колектив поповнився низкою гравців першолігового ФК «Княжа» (Щасливе), який знявся після першої половини сезону 2008/09 у першій лізі й також належав президентові ФК «Львів» Юрію Кіндзерському.
Перша ж домашня гра на «Княжій Арені» проти «Металіста» 8 березня 2009 року закінчився скандалом — через опади, проблеми з дренажною системою та відсутність штучного підігріву футбольного поля команди бігали в болоті. Після цього ФФУ та Прем'єр-ліга заборонили проводити там ігри до усунення недоліків, тому ФК «Львів» дві наступні домашні гри змушений був проводити на стадіонах «Авангард» у Луцьку і НТК ім. Баннікова у Києві. З 24 квітня 2009 року після проведення необхідних робіт щодо вдосконалення поля.
Доля клубу, який боровся за збереження місця в прем'єр-лізі, повинна вирішувалась в останньому турі на стадіоні «Україна» в дербі з «Карпатами». У драматичному протистоянні (Григорій Баранець не забив пенальті) «синьо-золоті» поступилися 1:2 і за результатами сезону повернулися до першої ліги, адже «Іллічівець» випередив львів'ян за кількістю перемог (якби кращого визначали за різницею м'ячів, то «Львів» залишився би у Прем'єр-лізі).

## Підсумкова турнірна таблиця
| М  | Команда       | І  | В  | Н  | П  | РМ    | О  |
| -- | ------------- | -- | -- | -- | -- | ----- | -- |
|    | «Динамо»      | 30 | 26 | 1  | 3  | 71−19 | 79 |
|    | «Шахтар»      | 30 | 19 | 7  | 4  | 47−16 | 64 |
|    | «Металіст»    | 30 | 17 | 8  | 5  | 44−25 | 59 |
| 4  | «Металург» Д  | 30 | 14 | 7  | 9  | 36−27 | 49 |
| 5  | «Ворскла»     | 30 | 14 | 7  | 9  | 32−26 | 49 |
| 6  | «Дніпро»      | 30 | 13 | 9  | 8  | 34−25 | 48 |
| 7  | «Металург» З  | 30 | 12 | 9  | 9  | 29−30 | 45 |
| 8  | «Таврія»      | 30 | 10 | 7  | 13 | 41−45 | 37 |
| 9  | «Карпати»     | 30 | 8  | 10 | 12 | 33−39 | 34 |
| 10 | «Чорноморець» | 30 | 12 | 2  | 16 | 34−42 | 32 |
| 11 | «Арсенал»     | 30 | 8  | 8  | 14 | 26−33 | 32 |
| 12 | «Кривбас»     | 30 | 8  | 8  | 14 | 21−36 | 32 |
| 13 | «Зоря»        | 30 | 8  | 7  | 15 | 29−45 | 31 |
| 14 | «Іллічівець»  | 30 | 7  | 5  | 18 | 31−54 | 26 |
| 15 | ФК «Львів»    | 30 | 6  | 8  | 16 | 24−39 | 26 |
| 16 | ФК «Харків»   | 30 | 2  | 9  | 19 | 19−50 | 12 |

Позначення:
Примітка: ФК «Львів» посів нижче від «Іллічівця» місце через меншу кількість перемог.

## Чемпіонат України
| Тур № | Дата              | Господар                   | Раху- нок | Гість                      | Голи                                                            | Стадіон, місто                        | Глядачів             | Протоколи |
| ----- | ----------------- | -------------------------- | --------- | -------------------------- | --------------------------------------------------------------- | ------------------------------------- | -------------------- | --------- |
| 1     | 20 липня 2008     | ФК «Львів»                 | 2:0       | «Шахтар» (Донецьк)         | Панас, Федорчук                                                 | «Україна», Львів                      | 21 400 (гостей: 61)  |           |
| 2     | 27 липня 2008     | «Іллічівець» (Маріуполь)   | 2:0       | ФК «Львів»                 | Беганський, Воробей                                             | «Іллічівець», Маріуполь               | 8 500                |           |
| 3     | 2 серпня 2008     | ФК «Львів»                 | 0:1       | «Дніпро» (Дніпропетровськ) | Корніленко                                                      | «Україна», Львів                      | 12 000 (гостей: 155) |           |
| 4     | 10 серпня 2008    | «Металіст» (Харків)        | 0:0       | ФК «Львів»                 |                                                                 | «Металіст», Харків                    | 18 200               |           |
| 5     | 16 серпня 2008    | ФК «Львів»                 | 0:0       | «Ворскла» (Полтава)        |                                                                 | «Україна», Львів                      | 10 500               |           |
| 6     | 24 серпня 2008    | «Металург» (Запоріжжя)     | 2:1       | ФК «Львів»                 | Аржанов, Селюк — Худзік                                         | «Славутич-Арена», Запоріжжя           | 10 500               |           |
| 7     | 29 серпня 2008    | ФК «Львів»                 | 0:1       | «Арсенал» (Київ)           | Олійник                                                         | «Україна», Львів                      | 4 000                |           |
| 8     | 20 вересня 2008   | «Металург» (Донецьк)       | 2:0       | ФК «Львів»                 | Кінґслі, Тимченко                                               | «Металург», Донецьк                   | 2 500                |           |
| 9     | 27 вересня 2008   | ФК «Львів»                 | 0:2       | «Чорноморець» (Одеса)      | Васкес, Коритько                                                | «Україна», Львів                      | 6 800 (гостей: 35)   |           |
| 10    | 4 жовтня 2008     | «Кривбас» (Кривий Ріг)     | 2:0       | ФК «Львів»                 | Бюлюкбаші, Гальчук (аг)                                         | «Металург», Кривий Ріг                | 1 800                |           |
| 11    | 18 жовтня 2008    | ФК «Львів»                 | 1:0       | ФК «Харків»                | Худзік                                                          | «Україна», Львів                      | 3 000 (гостей: 2)    |           |
| 12    | 25 жовтня 2008    | «Зоря» (Луганськ)          | 1:1       | ФК «Львів»                 | Шевчук — Г. Баранець                                            | «Авангард», Луганськ                  | 5 500                |           |
| 13    | 2 листопада 2008  | ФК «Львів»                 | 2:4       | «Таврія» (Сімферополь)     | Ващук, Гордієнко — Ковпак (2), Гоменюк, Артеменко               | «Україна», Львів                      | 5 000 (гостей: 10)   |           |
| 14    | 9 листопада 2008  | «Динамо» (Київ)            | 1:0       | ФК «Львів»                 | Ель Каддурі                                                     | «Динамо» ім. В. Лобановського», Київ  | 6 000 (гостей: 100)  |           |
| 15    | 15 листопада 2008 | ФК «Львів»                 | 2:4       | ФК «Карпати» (Львів)       | Федорчук, Г. Баранець — Кузнецов, Кожанов, Худоб'як, Кополовець | «Україна», Львів                      | 15 000               |           |
| 16    | 21 листопада 2008 | «Шахтар» (Донецьк)         | 2:0       | ФК «Львів»                 | Гай, Луїс Адріану                                               | РСК «Олімпійський», Донецьк           | 10 000               |           |
| 17    | 29 листопада 2008 | ФК «Львів»                 | 2:1       | «Іллічівець» (Маріуполь)   | Б. Баранець, Ващук (з пен.) — Іващенко                          | «Україна», Львів                      | 2 500 (гостей: 10)   |           |
| 18    | 28 лютого 2009    | «Дніпро» (Дніпропетровськ) | 1:1       | ФК «Львів»                 | Лисицький — Ільків                                              | «Дніпро Арена», Дніпропетровськ       | 9 800                |           |
| 19    | 8 березня 2009    | ФК «Львів»                 | 1:1       | «Металіст» (Харків)        | Федорчук — Едмар                                                | «Княжа Арена», Добромиль              | 2 300 (гостей: 72)   |           |
| 20    | 13 березня 2009   | Ворскла (Полтава)          | 0:0       | ФК «Львів»                 |                                                                 | «Ворскла» ім. О. Бутовського, Полтава | 5 500                |           |
| 21    | 21 березня 2009   | ФК «Львів»                 | 1:2       | «Металург» (Запоріжжя)     | Романюк — Аржанов, Невмивака                                    | «Авангард», Луцьк                     | 3 500 (гостей: 50)   |           |
| 22    | 4 квітня 2009     | «Арсенал» (Київ)           | 0:0       | ФК «Львів»                 |                                                                 | НТК ім. Баннікова, Київ               | 1 200                |           |
| 23    | 11 квітня 2009    | ФК «Львів»                 | 0:1       | «Металург» (Донецьк)       | Дімітров                                                        | НТК ім. Баннікова, Київ               | 600                  |           |
| 24    | 19 квітня 2009    | «Чорноморець» (Одеса)      | 1:0       | ФК «Львів»                 | Мельник                                                         | «Спартак», Одеса                      | 4 000 (гостей: 7)    |           |
| 25    | 24 квітня 2009    | ФК «Львів»                 | 1:0       | «Кривбас» (Кривий Ріг)     | Панас                                                           | «Княжа Арена», Добромиль              | 2 300 (гостей: 20)   |           |
| 26    | 2 травня 2009     | ФК «Харків»                | 2:3       | ФК «Львів»                 | Платон, Грінченко — Мандзюк, Худзік, Б. Баранець                | «Динамо», Динамо                      | 1 200 (гостей: 18)   |           |
| 27    | 9 травня 2009     | ФК «Львів»                 | 3:1       | «Зоря» (Луганськ)          | Мандзюк (2), Г. Баранець (з пен.) — Антонов                     | «Княжа Арена», Добромиль              | 2 900 (гостей: 7)    |           |
| 28    | 15 травня 2009    | «Таврія» (Сімферополь)     | 2:2       | ФК «Львів»                 | Ковпак (2) — Мандзюк, Худзік                                    | РСК «Локомотив», Сімферополь          | 6 500 (гостей: 5)    |           |
| 29    | 23 травня 2009    | ФК «Львів»                 | 0:1       | «Динамо» (Київ)            | Гіоане                                                          | «Княжа Арена», Добромиль              | 2 280 (гостей: 50)   |           |
| 30    | 26 травня 2009    | ФК «Карпати» (Львів)       | 2:1       | ФК «Львів»                 | Кобін, Кузнецов — Романюк                                       | «Україна», Львів                      | 16 000               |           |

## Кубок України
| Етап | Дата            | Господар           | Раху- нок | Гість      | Голи                 | Стадіон, місто           | Глядачів | Протоколи |
| ---- | --------------- | ------------------ | --------- | ---------- | -------------------- | ------------------------ | -------- | --------- |
| 1/32 | 13 вересня 2008 | «Княжа» (Щасливе)  | 0:2       | ФК «Львів» | Кіцута, Худзік       | «Княжа-Арена», Добромиль | 900      |           |
| 1/16 | 29 жовтня 2008  | «Сталь» (Алчевськ) | 2:0       | ФК «Львів» | Д. Назаренко, Гавриш | «Сталь», Алчевськ        | 3 500    |           |

## Основний склад
У прем'єр-лізі за клуб виступав 31 гравець (архів fpl.ua):
| Футболіст           | Поз. | Ігор | Гол. |
| ------------------- | ---- | ---- | ---- |
| Мар'ян Марущак      | В    | 23   | -    |
| Андрій Радь         | В    | 6    | -    |
| Юрій Шевчук         | В    | 2    | -    |
| Вадим Панас         | З    | 29   | 2    |
| Олександр Жданов    | З    | 28   | -    |
| Віталій Романюк     | З    | 28   | 2    |
| Іван Білий          | З    | 25   | 1    |
| Анатолій Кіцута     | З    | 18   | -    |
| Любомир Гальчук     | З    | 15   | -    |
| Ігор Ільків         | З    | 15   | 1    |
| Василь Білий        | З    | 13   | -    |
| Владислав Ващук     | З    | 11   | 2    |
| Віталій Розгон      | З    | 11   | -    |
| Ярема Каваців       | З    | 8    | -    |
| Олег Леонідов       | З    | 3    | -    |
| Борис Баранець      | П    | 29   | 2    |
| Валерій Федорчук    | П    | 29   | 3    |
| Павло Худзік        | П    | 28   | 4    |
| Григорій Баранець   | П    | 23   | 3    |
| Владислав Лупашко   | П    | 13   | -    |
| Андрій Даньків      | П    | 10   | -    |
| Дмитро Зозуля       | П    | 10   | -    |
| Олександр Шевелюхін | П    | 10   | -    |
| Іван Котенко        | П    | 8    | -    |
| Олександр Ліщук     | П    | 8    | -    |
| Дмитро Гордієнко    | Н    | 12   | 1    |
| Олександр Мандзюк   | Н    | 12   | 4    |
| Роман Полтавець     | Н    | 10   | -    |
| Михайло Козак       | Н    | 4    | -    |
| Артем Мостовий      | Н    | 3    | -    |
| Тарас Яворський     | Н    | 1    | -    |

Тренерський штаб:
до жовтня
- Степан Юрчишин — головний тренер
- Михайло Калита — старший тренер
- В'ячеслав Мавров — тренер

жовтень
- Роман Лаба — в. о. головного тренера
- В'ячеслав Мавров — тренер

з жовтня
- Сергій Ковалець — головний тренер
- Юрій Беньо — старший тренер
- В'ячеслав Мавров — тренер